# Dorsa di 4 Vesta
Segue una lista dei dorsa presenti sulla superficie di 4 Vesta. La nomenclatura di 4 Vesta è regolata dall'Unione Astronomica Internazionale; la lista contiene solo formazioni esogeologiche ufficialmente riconosciute da tale istituzione.
I dorsa di Vesta portano i nomi di festività romane o luoghi associati alle vestali.
Sono tutte state identificate durante la missione della sonda Dawn, l'unica ad avere finora raggiunto Vesta.

## Prospetto
| Dorsum           | Eponimo                                                                 | Latitudine | Longitudine | Diametro |
| ---------------- | ----------------------------------------------------------------------- | ---------- | ----------- | -------- |
| Lavinium Dorsum  | Lavinium - Antica città romana nei pressi dell'odierna Pratica di Mare. | 27,6° N    | 319,4° E    | 92 km    |
| Neptunalia Dorsa | Nettunalia - Festività dedicata a Nettuno.                              | 45,14° S   | 80,75° E    | 83,13 km |
| Parilia Dorsa    | Parilia - Festività dedicata a Pale.                                    | 56,71° S   | 123,84° E   | 79,65 km |